# NGC 5852
NGC 5852 is een spiraalvormig sterrenstelsel in het sterrenbeeld Ossenhoeder. Het hemelobject werd op 26 mei 1791 ontdekt door de Duits-Britse astronoom William Herschel.

## Synoniemen
- MCG 2-38-45
- ZWG 77.10
- NPM1G +13.0396
- PGC 53974